# Terra franca

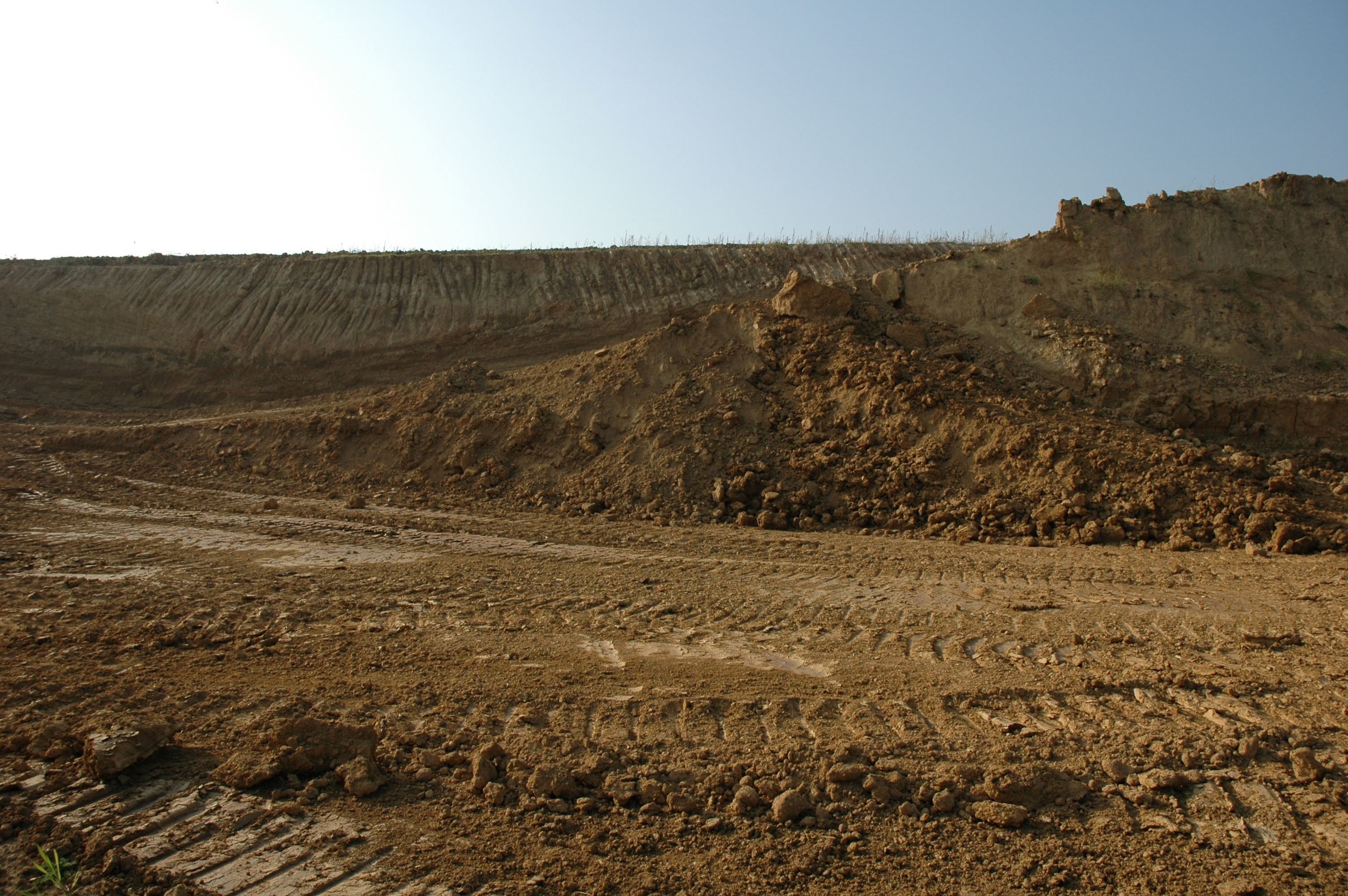
Camp amb terra franca

La terra franca (en francès i anglès: Loam) és el sòl agrícola compost de sorra, llim, i argila en concentració física relativament equilibrada (un 40-40-20% respectivament). La terra franca generalment conté més nutrients i humus que els sòls sorrencs, l'aigua té una millor infiltració i drenatge que els sols on predomina el llim i són més fàcils de llaurar que els sòls argilosos. La terra franca reté millor la humitat del sòl.
Es considera que la terra franca és la ideal per la jardineria i l'agricultura. Hi ha molts tipus diferents de terra franca, cadascun d'ells amb característiques lleugerament diferents.
Segons les diferents proporcions de sorra, llim i argila hi ha terres franques diferenciades: franco-arenosa, franco-llimosa, franco-argilosa, franco-sorrenca-argilosa, franco-llimosa-argilosa i franca. Els sòls francs poden perdre la seva estructura adequada si es compacten (per exemple pel pas repetit de maquinària pesant), perden o esgoten la seva matèria orgànica o la fracció argila es dispersa.
La terra franca s'ha fet servir tradicionalment en la construcció de les parets de les cases combinada amb palla o altres materials.